# Dazu Huike
Huike (慧可) znany także jako Dazu Huike (大祖慧可), Huike Daishi oraz Shenguang Huike (神光慧可); kor. Hyega Taesa (혜가); jap. Eka Daishi; wiet. Huệ Khả Đại Sư (ur. 487, zm. 593) – drugi patriarcha (chiń. erzu 二祖) buddyzmu chan (przed Sengcanem), jeden z czterech uczniów Bodhidharmy.

## Życiorys
Jak głosi legenda, gdy w rodzinie Ji z Wulao (w prow. Henan) urodził się chłopiec, rodzice ujrzeli duchową istotę, bodhisattwę Wei Tou, noszącego złotą zbroję, który przybył zaoferować ochronę dziecka. Dlatego chłopiec otrzymał imię Shenguang, co znaczy duchowe światło.
Od najmłodszych lat był niezwykle oczytanym i wykształconym człowiekiem. Studiował konfucjanizm i taoizm. jego duchowość i osobista kultura były bardzo rozwinięte. Po zapoznaniu się z literaturą buddyjską został mnichem w klasztorze Smoczej Bramy na Pachnącej górze w Luoyangu, gdzie praktykował u mistrza chan Baojinga. Odwiedzał wielu nauczycieli zarówno hinajany, jak i mahajany. W 32. roku życia powrócił do klasztoru.
Prawdopodobnie ok. 25. roku życia rozpoczął samorzutnie uprawiać zazen, co kontynuował przez 8 lat. Głęboki mistyczny wgląd podczas medytacji nakazał mu konieczność udania się na południe Chin, i właśnie tam ok. 526 r. spotkał się w klasztorze Szaolin z Bodhidharmą.
Według dzieła Daoxuana Gaoseng zhuan’er ji znanego także jako Xugaoseng zhuan (Dalsze biografie wybitnych mnichów) powstałego ok. połowy VII w. Huike przybył na początku zimy do klasztoru Szaolin, z zamiarem osiągnięcia oświecenia, jednak nie udało mu się to. Postanowił zatem zostać uczniem Bodhidharmy, który medytował w jaskini znajdującej się nieopodal klasztoru. Mistrz nie chciał go przyjąć, sugerując, iż obaj zmarnują swój czas. Huike był zdeterminowany – stał przed wejściem jaskini recytując sutry, nie zważał na przenikliwe zimno i powoli przysypujący go śnieg. Bodhidharma wciąż jednak ignorował jego osobę. Wówczas Huike odciął sobie dłoń i wrzucił do jaskini. Bohidharma widząc skalę jego determinacji przyjął go na ucznia i nazwał Huike („zdolny osiągnąć mądrość”). W wielu wersjach tej opowieści motyw odcięcia dłoni (ręki) powtarza się, choć trudno ocenić na ile jest prawdziwy. Według Chuan fabao ji z 710 r. Dufeia jest to nieprawda i autor udowadnia, że Huike stracił rękę podczas bandyckiego napadu. Jednak zapewne cele pedagogiczne dopiero kształtującej się nowej szkoły buddyjskiej spowodowały powstanie wersji determinacyjnej Huikego. Dość powszechny pogląd głosi, iż wielkie poświęcenie na jakie zdobył się Huike ma podkreślać znaczenie w treningu zen bodhićitty, czyli pragnienia oświecenia.
Huike osiągnął oświecenie podczas pierwszej rozmowy z Bodhidharmą:
Huike wręczając odciętą rękę mistrzowi poskarżył się Mój umysł nie jest jeszcze spokojny! Proszę cię mistrzu, uspokój mój umysł!
Bodhidharma rzekł Przynieś tu swój umysł, a ja uspokoję go.
Huike odparł Nie mogę znaleźć mojego umysłu i nie mogę go tobie dać.
A więc twój umysł jest już uspokojony powiedział Bodhidharma.
Huike po tych słowach osiągnął oświecenie.
Huike ćwiczył chan u boku Bodhidharmy przez ok. 6 lat. Gdy Bodhidharma zdecydował się na śmierć, wezwał wszystkich uczniów aby sprawdzić ich umysły. Uczniowie dawali różne odpowiedzi, a gdy Huike pokłonił się w milczeniu przed nauczycielem, Bodhidharma rzekł Masz mój szpik i przekazał mu szaty i miski patriarchów wraz z jedynym egzemplarzem Sutry Lankawatary (skt Lankāvatara sūtra). Po śmierci Bodhidharmy Huike udał się do ówczesnej stolicy Yedu w Henanie i tam nauczał przez 30 lat.
Swoim nauczaniem doprowadził wielu ludzi do urzeczywistnienia, a jego nieortodoksyjna postawa spowodowała wystąpienia przeciw niemu, zwłaszcza ze strony słynnego, a zazdrosnego nauczyciela konwencjonalnej dhjany Daohuana. Wysyłał on swoich uczniów aby sprawdzali nauczanie Huike w celu oskarżenia go później o herezję. Jednak żaden z tych uczniów już do Daohuana nie powrócił, gdyż wszyscy zostali uczniami Huike.
W 575 r. wybuchły w Chinach prześladowania buddyzmu i Huike zmuszony był do ucieczki na południe, gdzie osiadł w górskich rejonach rzeki Jangcy. Zarzucił wtedy zewnętrzne oznaki bycia mnichem, chociaż duchowo był nim nadal. Gdy fala prześladowań opadła, powrócił do Yedu, gdzie jego niezależne i rewolucyjne nauczanie znów spowodowało opór ze strony ortodoksyjnych nauczycieli. Pewnego dnia, gdy wielce uczony mistrz, znany jako Bianhe, nauczał w świątyni Kuangqiu, Huike przypadkowo zaczął pogawędki z przechodzącymi obok świątyni ludźmi i wkrótce cała sala, w której nauczał Bianhe, opustoszała. Nakazał on aresztowanie Huike jako nauczyciela fałszywej doktryny. W wyniku jego intrygi Huike został skazany na śmierć jako bezbożny, 106-letni rewolucjonista.
Huike wychował 10 oświeconych uczniów, wśród nich kilku ludzi świeckich.
Spadkobiercą jego Dharmy został tajemniczy Sengcan. Gatha wygłoszona przez Huike podczas przekazu Dharmy brzmiała:
Z miejsca spoczynku nasiona [w twoim umyśle]
[Dharma] daje wzrastać kwiatom.
Jednak tam nie ma nasiona
Ani też kwiatów

## Linia przekazu Dharmy zen
Pierwsza liczba oznacza liczbę pokoleń mistrzów od 1 Patriarchy indyjskiego Mahakaśjapy.
Druga liczba oznacza liczbę pokoleń od 28/1 Bodhidharmy, 28 Patriarchy Indii i 1 Patriarchy Chin.
Trzecia liczba oznacza początek nowej linii przekazu w danym kraju.
- 28/1. Bodhidharma (zm. 543?)
  - 29/2. Sengfu pierwszy uczeń Bodhidharmy
  - 29/2. Daoyu
  - 29/2. Zongchi (Dharani) (mniszka)
  - 29/2. Dazu Huike (487–594)
    - 30/3. Baoyue mistrz chan
    - 30/3. Sengna (bd)
    - 30/3. Xiang Jushi (bd) świecki
    - 30/3. Huiman
      - 31/4/1. Dōshō (628–670) wprowadził zen do Japonii (linia przekazu nie przetrwała)

    - 30/3. Huaxian świecki
    - 30/3. Jianzhi Sengcan (zm. 606)
      - 31/4/1. Vinītaruci (zm. 594) przeniósł nauki chan do Wietnamu; szkoła vinītaruci
      - 31/4. Dayi Daoxin (579–651)
        - 32/5. Huangmei Lang mistrz chan
        - 32/5. Jingzhou Faxian
        - 32/5. Shuzhou Fazang
        - 32/5. Fajing
        - 32/5. Niutou Farong (594–657) szkoła niutouzong
        - 32/5/1. Pŏmnang Korea – wprowadzenie chanu (kor. sŏn)
        - 32/5. Daman Hongren (601–674)
          - 33/6. Yuquan Shenxiu (606–706)(także Datong) szkoła północna stopniowego oświecenia.
          - 33/6. Zizhou Zhishen (Zhixian) (609–702)
            - 34/7. Zizhou Chuji (669–736)
              - 35/8. Jingzhong Wuxiang (684–762) koreański mistrz chan Kim Musang działający w Chinach. Szkoła jingzhong
                - 36/9. Baotang Wuzhu (714–774) szkoła baotang

          - 33/6. Lao’an Hui’an[a] (580–707) (Songyue) szkoła laomu an heshang
          - 33/6. Daoming (bd) (także Huiming)
          - 33/6. Dajian Huineng (638–713)